# Жарок (Ленінградська область)
Жарок (рос. Жарок) — селище залізничної станції у Кіриському районі Ленінградської області Російської Федерації.
Населення становить 14 осіб. Належить до муніципального утворення Кусінське сільське поселення.

## Історія
Згідно із законом від 1 вересня 2004 року № 49-оз органом  місцевого самоврядування є Кусінське сільське поселення.

## Населення
| 1965 | 1997 | 2002 | 2007 | 2010 | 2017 |
| ---- | ---- | ---- | ---- | ---- | ---- |
| 80   | ↘2   | ↗4   | ↘0   | ↗11  | ↗14  |